# Cerro Bonete
Cerro Bonete är ett berg i norra delen av La Rioja, Argentina. Nära provinsens gräns mot Catamarca också Argentina. Berget är 6 759 meter högt och är den fjärde högsta separata bergstoppen i Amerika (efter Aconcagua, Ojos del Salado och Pissis). SRTM data avfärdar det ofta framförda påståendet att berget är 6 872 meter högt.